# Grållsgrund
Grållsgrund är en ö i Finland. Den ligger i Finska viken och i kommunen Kyrkslätt i den ekonomiska regionen  Helsingfors i landskapet Nyland, i den södra delen av landet. Ön ligger omkring 38 kilometer sydväst om Helsingfors.
Öns area är 1 hektar och dess största längd är 160 meter i sydväst-nordöstlig riktning. Närmaste större samhälle är Kyrkslätt, 17,4 km norr om Grållsgrund.